# Classe Nassau
A classe Nassau era um grupo de quatro couraçados construídos para a Marinha Imperial Alemã em meados de 1900. A classe compreendia Nassau, o navio principal, Rheinland, Posen e Westfalen. Todos os quatro navios tiveram sua construção iniciada em meados de 1907 e concluídos no final de 1910. Embora comumente percebido como tendo sido construído em resposta ao Dreadnought britânico, seu projeto remonta a 1903; eles eram de fato uma resposta aos predecessores do Dreadnought, a Classe Lord Nelson. Os Nassau possíam uma bateria principal de doze canhões de 280 milímetros em seis torres de dois canhões em um arranjo hexagonal incomum. Ao contrário de muitos outros dreadnoughts, os navios da classe Nassau mantinham motores a vapor de expansão tripla em vez de turbinas a vapor mais potentes.
Depois de entrar em serviço, os navios da classe Nassau serviram na 2ª Divisão de Encouraçados e o 1° Esquadrão de Batalha da Frota de Alto Mar durante suas carreiras. De 1910 a 1914, os navios participaram da rotina normal em tempos de paz, incluindo vários exercícios de esquadrão, cruzeiros de treinamento e manobras de frota todos os meses de agosto a setembro. Após a eclosão da Primeira Guerra Mundial em julho de 1914, os navios participaram de inúmeras operações de frota destinadas a isolar e destruir elementos individuais da Grande Frota Britânica numericamente superior. Estes frequentemente consistiam em navegar como apoio distante aos cruzadores de batalha enquanto eles atacavam as cidades costeiras britânicas. Essas operações culminaram na Batalha da Jutlândia em 31 de maio a 1 de junho de 1916, onde os navios ajudaram a afundar o cruzador blindado HMS Black Prince.
Os navios também serviram no Mar Báltico contra o Império Russo durante a guerra; Nassau e Posen enfrentaram o pré-dreadnought russo Slava durante a inconclusiva Batalha do Golfo de Riga em 1915. Rheinland e Westfalen foram enviados para a Finlândia a fim de apoiar as forças finlandesas que se rebelaram contra o domínio soviético, Rheinland encalhou e foi seriamente avariado. Após a derrota da Alemanha, todos os quatro navios foram cedidos como prêmios de guerra às potências aliadas vitoriosas e desmontados no início da década de 1920.

## Projeto
Embora a classe Nassau seja comumente citada como uma resposta ao revolucionário HMS Dreadnought, a decisão de adotar uma bateria principal de canhões grandes antecedeu a construção do navio britânico. O trabalho de design no que viria a se tornar a classe Nassau começou em 1903, com o trabalho programado para começar em 1906. O Kaiser Guilherme II argumentou que a marinha deveria construir grandes cruzadores blindados como um único tipo de navio capital. Em dezembro de 1903, Guilherme II sugeriu um novo navio, com cerca de 13 100 toneladas longas de deslocamento, para ser armado com quatro canhões de 280 millímetros e oito de 210 milímetros. A velocidade deveria ser de dezoito nós (33 quilômetros por hora). Ele solicitou que o Escritório de Construção apresentasse propostas com base em suas ideias; em janeiro de 1904, três desses projetos foram preparados: "5A", "5B" e "6". Os dois primeiros tinham oito canhões de 210 milímetros, em quatro torres de canhões únicos e quatro casamatas para "5A" e em quatro torres de canhões duplos em "5B". O design "6" carregava dez das armas em quatro casamatas e os seis restantes em uma bateria central. Embora o comando naval achasse que o "5B" oferecia os melhores arcos de tiro, eles encaminharam o projeto "6" para uma análise mais aprofundada. A avaliação do projeto levou a uma conclusão de que não oferecia nenhuma melhoria significativa em relação a precedente classe Deutschland.
O Kaiser interveio novamente em fevereiro com um pedido de um navio que deslocasse 13 779 toneladas longas com baterias secundárias de dez canhões de 210 ou 240 milímetros; o Departamento de Construção e o Kaiserliche Werft (Estaleiro Imperial) em Kiel apresentaram propostas. O primeiro, "6B-D", era uma variante do design anterior "6", enquanto os outros dois projetos ("10A" e "10B") apresentavam canhões maiores; as submissões de Kiel foram rejeitadas e seus detalhes não são conhecidos. Guilherme interrompeu este trabalho de design sugerindo que a velocidade deveria ser aumentada significativamente ao preço de reduzir a bateria principal para 240 milímetros, o que resultou em mais estudos de design que foram concluídos em abril. Todos estes foram considerados inaceitáveis e mais trabalhos de design foram realizados dentro do Reichsmarineamt (Escritório Naval Imperial). Os oficiais observaram que a bateria secundária deveria ser limitada a 210 milímetros, uma vez que o aumento do peso dos canhões de 240 milímetros limitavam o número destes. Isso resultou no "Projeto I", armado com doze canhões, "Projeto II", armado com dezesseis, e "Projeto III", com oito. Todas as três variantes mantiveram uma bateria principal de 280 milímetros.
Durante as deliberações no final de abril, o "Projeto I" surgiu como o projeto escolhido, pois seria mais barato que o "II" (o que também exigiria a ampliação do Canal Kaiser Wilhelm). O projeto foi aperfeiçoado em duas versões, "IA" e "IB", com a primeira usando casamatas e a segunda usando torres simples. Guilherme aprovou o "IA" em maio, embora o arranjo dos canhões secundários tenha se mostrado controverso, e em dezembro foi apresentada outra variante, "7D", que moveu oito dos canhões para torres gêmeas e adotou um sistema de proteção subaquático aprimorado, que o Kaiser aprovou em 7 de janeiro de 1904. Esses planos foram interrompidos imediatamente quando os alemães souberam das características da classe Lord Nelson, que carregavam uma bateria secundária de dez canhões de 230 milímetros e estimativas da próxima classe de couraçados, que deveriam transportar um armamento ainda mais poderoso. Isso significava que o "7D" seria insuficiente para combater a próxima geração de couraçados britânicos, e a equipe de design teria que começar de novo.

### Projetos mais potentes

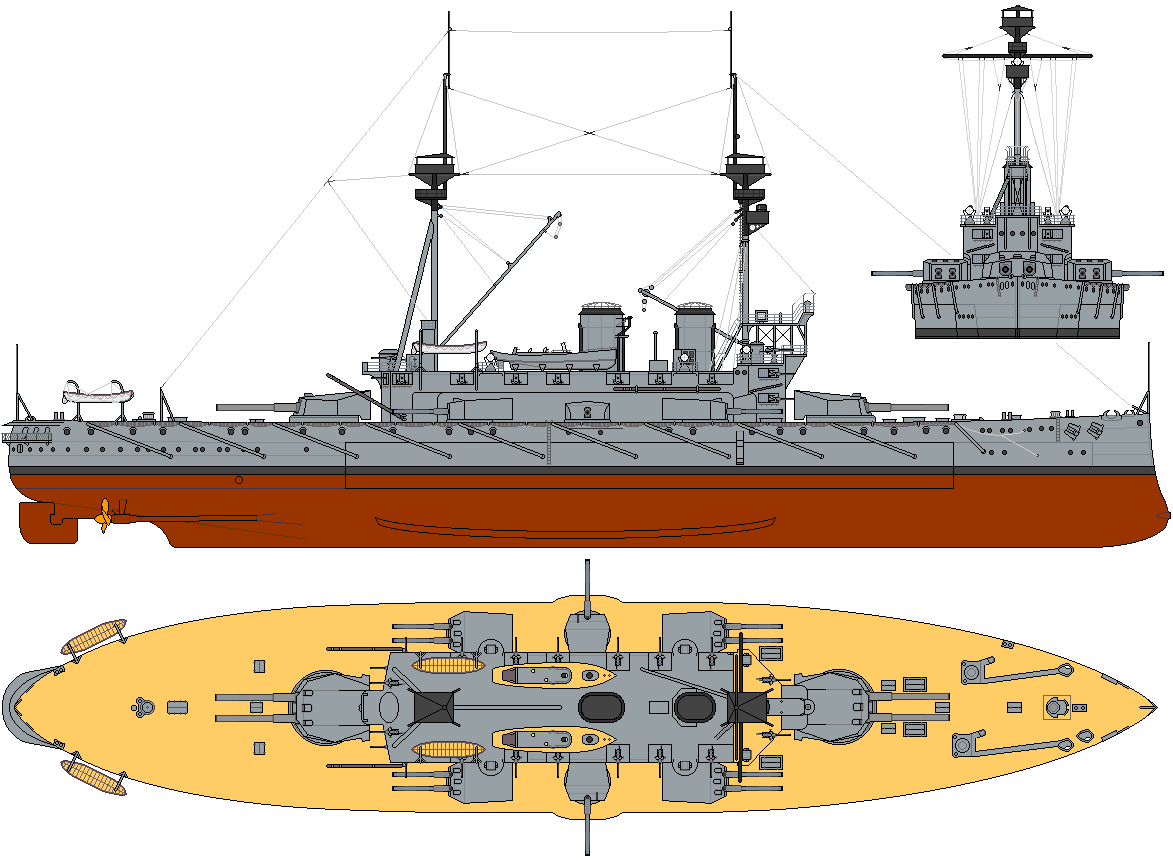
O projeto britânico da classe Lord Nelson, que levou os alemães a redesenhar seus planos iniciais

Variantes com seis torres gêmeas de 210 milímetros foram submetidas, juntamente com os primeiros encouraçados alemães de canhões grandes; estes apresentavam uma bateria de oito canhões de 280 milímetros, quatro em torres gêmeas padrão e o restante em torres de canhão único. Guilherme aprovou a versão de alto calibre em 18 de março de 1905, após o qual foi realizado uma revisão adicional do projeto, que incluiu o aumento da boca, reorganizando a bateria secundária de oito canhões de 170 milímetros e torres aprimoradas para os canhões da bateria principal. O Kaiser novamente tentou interveio no processo de design depois que soube da classe Regina Elena de encouraçados, que eram capazes de atingir 22 nós (41 quilômetros por hora); ele pressionou a marinha para construir um navio semelhante, nos mesmos moldes do tipo que ele havia sugerido em 1903. O almirante Alfred von Tirpitz apontou que a fusão das categorias encouraçado e cruzador blindado não seria possível sob a Lei Naval de 1900, e que o Escritório de Construção estava muito ocupado com outros projetos para assumir outro.
Durante este período, Tirpitz trabalhou para garantir a aprovação da próxima Lei Naval; ele havia solicitado originalmente seis novos couraçados e seis cruzadores blindados, juntamente com várias embarcações menores. À medida que os projetos de naves capitais continuavam a crescer em tamanho e poder, seus custos subiam vertiginosamente. A oposição aos aumentos orçamentários no Reichstag (Dieta Imperial) forçou Tirpitz a reduzir seu pedido para seis cruzadores blindados - um dos quais deveria ser colocado em reserva - e 48 torpedeiros, abandonando completamente seu pedido de novos couraçados; a proposta reduzida foi votada em 19 de maio de 1906, porém, a Primeira Emenda à Lei Naval foi aprovada. Uma semana depois, fundos para dois couraçados de 18 000 toneladas e um cruzador blindado de 15 000 foram alocados para a Marinha. Os fundos também foram fornecidos para ampliar o Canal Kaiser Wilhelm e ampliar as instalações portuárias para acomodar os navios maiores.
A equipe de design continuou a aperfeiçoar o novo navio e, em setembro de 1905, várias variantes foram propostas, incluindo "F", que substituía as quatro torres de canhão único por um número igual de torres de canhão duplo. Os canhões de 170 milímetros também foram substituídos por doze de 150 milímetros com base no fato de que ofereciam uma taxa de tiro muito maior. Também foi adotado um sistema de proteção subaquático aprimorado, resultando no projeto finalizado como "G", aprovado em 4 de outubro. Rearranjos internos para os depósitos e salas de caldeiras resultaram em "G2", enquanto uma tentativa de mover todas as torres de armas para o costado foi apresentada como "G3", mas isso provou ser impraticável. "G2" foi escolhido para um estudo mais aprofundado, tornando-se "G7" e depois "G7b", que o Kaiser aprovou em 3 de março de 1906. O arranjo inicial com três funis foi alterado para apenas dois, e um novo tipo de proa foi incorporado, garantindo a aprovação do Kaiser em 14 de abril como "G7d". A construção do primeiro navio foi autorizada em 31 de maio; outro membro foi adicionado logo depois, com outros dois autorizados para o programa de construção de 1907.

## Características
Os navios tinham 146 metros de comprimento, 26,9 metros de largura, e tinham um calado de 8,9 metros. Os navios tinham um raio de 5,45 metros, o que era um pouco "atarracado" em comparação com os designs contemporâneos. Até certo ponto, a largura maior do que o normal foi devido às quatro torres nas pontas, o que exigiu um casco mais largo. Eles deslocaram 18 873 toneladas com uma carga padrão e 20 535 toneladas totalmente carregados. Os navios tinham dezenove compartimentos estanques, com exceção de Nassau, que tinha apenas dezesseis. Todos os quatro navios tinham placas duplas para 88 por cento da quilha. A direção era controlada por um par de lemes montados lado a lado. Os navios transportavam vários tipos de botes, incluindo um barco de piquete, 3 barcaças do almirante, 2 lanchas, 2 cúters e 2 botes comuns. As tripulações padrão dos navios eram Quarenta oficiais e 968 homens alistados; quando servia como capitânia do esquadrão, isso era aumentado em treze oficiais e 66 homens alistados, e como capitânia divisional, mais dois oficiais e 23 marinheiros alistados.
Conforme projetado, os navios tinham uma tendência ao adernamento, mesmo em mares calmos, e seu controle era bastante rígido. Os navios sofreram rolamentos severos devido ao peso das torres laterais. Essas torres fizeram com que os navios tivessem uma grande altura metacêntrica, o que deveria torná-los plataformas de canhão muito estáveis, mas seu período de rolagem provou o contrário. Quilhas de porão foram adicionadas posteriormente, o que ajudou a melhorar o problema de rolamento. Apesar da tendência a rolar, os navios da classe Nassau eram manobráveis e tinham um pequeno raio de giro. Eles sofriam pequenas perdas de velocidade em mares agitados, porém perdiam até setenta por cento caso o leme não fosse manuseado com certa liberalidade.

### Propulsão

Um desenho da classe Nassau, mostrando o arranjo da bateria principal. Essa configuração gerou problemas com adernamento.

A Marinha Imperial Alemã demorou a adotar os avançados motores de turbina Parsons usados no Dreadnought britânico, principalmente devido à resistência de Tirpitz e do departamento de construção da Marinha. Em 1905, este último afirmou que "o uso de turbinas em couraçados pesados não se recomenda". Esta decisão foi baseada apenas no custo: na época, a Parsons detinha o monopólio das turbinas a vapor e exigia uma taxa de royalties de milhões de marcos para cada motor de turbina fabricado. As empresas alemãs não estavam prontas para iniciar a produção de turbinas em larga escala até 1910.
A classe Nassau, portanto, manteve três motores a vapor verticais de três cilindros de expansão tripla, cada um em sua própria sala de máquinas, com cada um acionando uma hélice de parafuso de três lâminas que tinha cinco metros de diâmetro. O vapor para os motores era fornecido por doze caldeiras Schulz-Thornycroft a carvão, divididas em três salas de caldeiras. As torres laterais e seus carregadores dividiram a maquinaria em três grupos separados, aumentando assim a capacidade de sobrevivência. As caldeiras foram canalizadas para um par de funis. O sistema de propulsão foi avaliado em 22 000 cavalos métricos para uma velocidade máxima de dezenove nós (35 quilômetros por hora), embora em serviço, todos os quatro navios superaram esses números por uma ampla margem. A potência de saída (potência quando as máquinas estão sendo ligadas) variava de 26 244 a 28 117 watts, com velocidades máximas de vinte nós (37 quilômetros por hora). Em comparação, o Dreadnought possuía uma velocidade nominal de 21 nós (39 quilômetros por hora). A energia elétrica era fornecida por oito turbogeradores, produzindo até 154 455 watts em 225 rotações.
Os navios tinham uma capacidade normal de 950 toneladas de carvão, embora em plena carga pudessem transportar até 2 700. A uma velocidade de cruzeiro de dez nós (19 quilômetros por hora), os encouraçados podiam navegar por 17 400 quilômetros; aumentando a velocidade para doze nós (22 quilômetros por hora) seu alcance era reduzido para 15 000 quilômetros, e a dezesseis nós (30 quilômetros por hora) seu raio de ação caía significativamente, para 8 700 quilômetros. Já a dezenove nós (35 quilômetros por hora), os navios podiam navegar por 5 200 quilômetros. Em 1915, as caldeiras foram equipadas com queima de óleo suplementar, juntamente com armazenamento para 160 toneladas de óleo combustível; isso permitiu que o óleo fosse lançado no carvão para melhorar as taxas de combustão.

### Armamento
Os motores de expansão tripla vertical consumiram grandes quantidades de espaço interno que poderia ter sido usado para depósitos. Sem capacidade suficiente do carregador para suportar as torres da linha central de superdisparo, os projetistas foram obrigados a distribuir seis torres de canhões duplos em uma configuração hexagonal incomum. Duas torres gêmeas foram montadas à frente e atrás (uma em cada extremidade), e duas foram montadas em cada flanco do navio. Disparando diretamente para a frente e para trás, os navios podiam carregar seis canhões principais e oito canhões menores no costado; esta era a mesma capacidade teórica do Dreadnought, mas os navios da classe Nassau precisavam de dois canhões adicionais para alcançá-la. Os projetistas alemães consideraram que este arranjo forneceu uma reserva útil de armas pesadas que foram protegidas do fogo inimigo. O arranjo era relativamente comum com encouraçados semi-dreadnought, a única outra marinha a adotá-lo para seus dreadnoughts foram os japoneses com sua classe Kawachi.

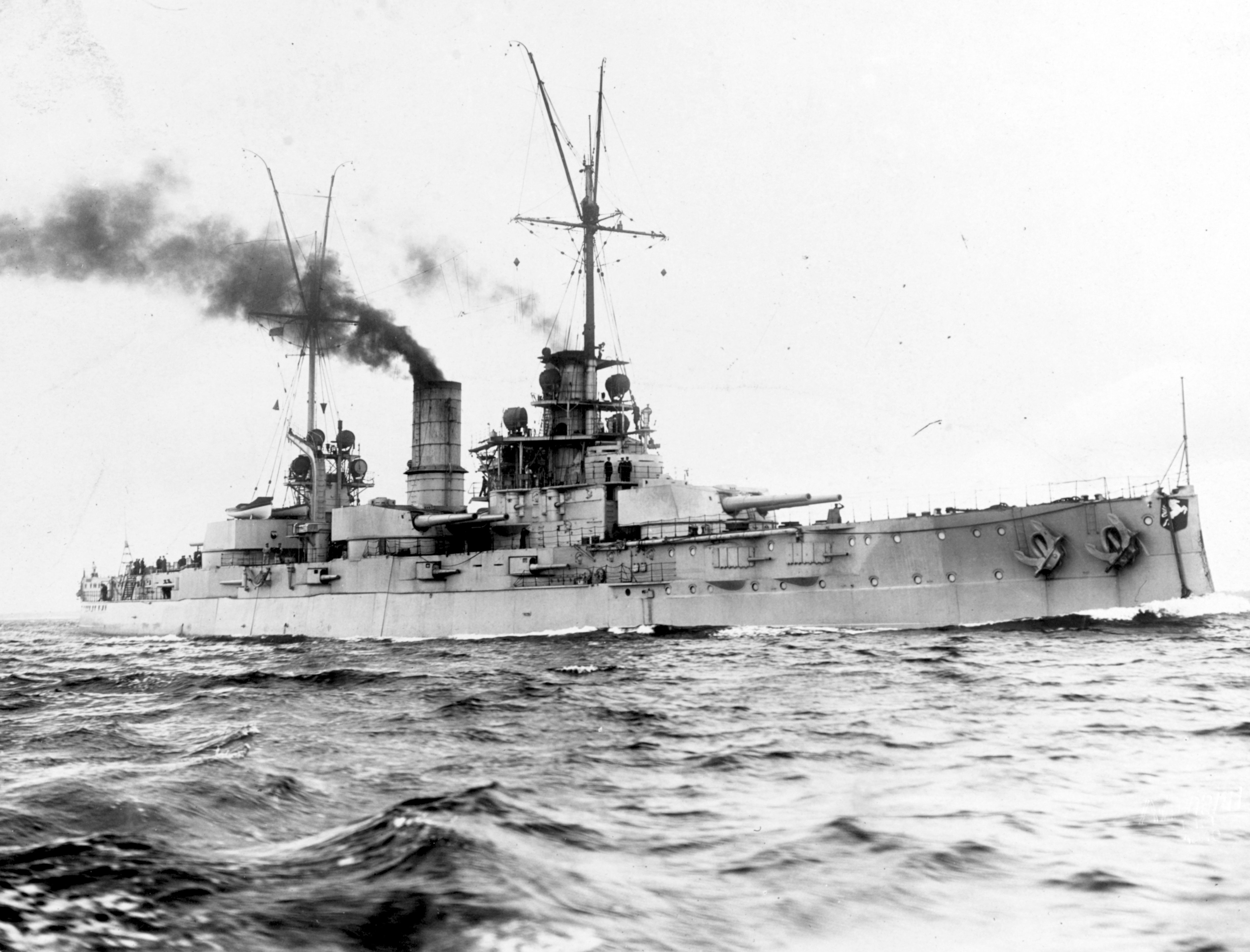
Westfalen em andamento, mostrando a disposição das baterias principal, secundária e terciária

Cada navio carregava doze canhões SK L/45 de 280 milímetros. As torres laterais eram Drh LC/1906, assim como as torres da linha central nos dois primeiros navios da classe, Nassau e Westfalen. Posen e Rheinland carregavam seus canhões de linha central nas torres Drh LC/1907, que tinham um "tubo" mais longo que o projeto LC/1906. As torres Drh LC/1906 e SK/L45 foram projetadas especificamente para os novos dreadnoughts alemães em 1907. Ambas as montagens permitiam elevação de até 20 graus, mas as montagens LC/1907 podem abaixar mais até -8. Os principais compartimentos de propelentes da bateria foram colocados acima das salas de projéteis, com exceção das torres da linha central de Nassau e Westfalen. Essas armas disparavam projéteis de 306 quilogramas, com uma carga propulsora dianteira em sacos de seda pesando 24 quilos e uma carga principal de 75 quilos em uma caixa de latão. As armas disparavam os projéteis a uma velocidade de saída inicial de 855 metros por segundo e tinham um alcance máximo de 20,5 quilômetros.
O armamento secundário dos navios consistia em doze canhões SK L/45 de 150 milímetros, que foram montados individualmente em casamatas. Seis deles foram colocados em ambos os lados do navio no nível do convés principal. Essas armas disparavam projéteis perfurantes a uma candência de 4 a 5 por minuto. Os canhões podiam ser baixados para -7 graus e elevados para 20 graus, com um alcance máximo de 13,5 quilômetros. Os projéteis pesavam 51 quilos e eram disparados a uma velocidade inicial de 735 metros po segundo.
Para defesa de curto alcance contra torpedeiros, os navios também carregavam dezesseis canhões SK L/45 de 88 milímetros, também em casamatas. Quatro deles estavam em contrafeitos à frente da bateria principal, dois de cada lado. Outros quatro estavam na superestrutura dianteira, e os outros quatro estavam em contrafeitos na popa. Essas armas disparavam um projétil de nove quilos a 650 metros por segundo, e podiam ser elevados para até 25 graus com um alcance máximo de 9 600 metros. Depois de 1915, dois canhões de 88 milímetros foram removidos e substituídos por dois canhões Flak de 88 milímetros atualizados, e entre 1916 e 1917, os doze restantes. Esses canhões antiaéreos disparavam projéteis um pouco mais leves com uma velocidade de 765 metros por segundo. Eles podiam ser elevados para 45 graus e poderiam atingir alvos a uma distância de 11 800 metros.
Os navios da classe Nassau também estavam armados com seis tubos de torpedo submersos de 450 milímetros. Um tubo foi montado na proa, outro na popa e dois em cada extremidade da antepara antitorpedo. O número de série dos torpedos era "C/06D"; eles tinham um alcance de 6 300 metros com uma velocidade de 26,5 nós (49 quilômetros por hora. O torpedo pesava 122 quilos. O tubo na proa podia ser direcionado trinta graus para cada lado e os tubos laterais podiam ser ajustados trinta graus para a frente e sessenta graus para trás.

### Blindagem

Seção transversal a meia nau mostrando o layout da blindagem

Os navios da classe Nassau foram protegidos com uma blindagem de aço cimentado Krupp. O layout básico da blindagem dividia os navios em três seções: a proa, a popa e a cidadela central, esta última se estendendo da proa à popa da barbeta da bateria principal. A cidadela consistia na seção principal do cinturão blindado, conectada em cada extremidade por anteparas blindadas transversais e apoiada por um convés blindado curvo no nível do meio do convés. Ele protegia as partes vitais dos navios, incluindo seus espaços de máquinas de propulsão e depósitos de munição. Em cada extremidade da cidadela, o cinturão foi consideravelmente reduzido em espessura e o convés foi rebaixado ao nível da linha d'água para a frente, embora na popa permanecesse no nível do meio do convés. A necessidade de melhorar a proteção submarina foi demonstrada durante a Guerra Russo-Japonesa de 1904-1905, durante a qual vários couraçados de ambos os lados foram gravemente danificados ou afundados por minas navais e torpedos; também de grande importância foram os graves danos ao encouraçado SMS Kaiser Friedrich III em 1901 depois de ter atingido uma rocha desconhecida.
A blindagem do convés principal dos navios era de 38 milímetros de espessura na cidadela central, e os lados do convés foram inclinados para baixo para conectar-se à borda inferior do cinturão. A porção inclinada tinha uma espessura aumentada para 58 milímetros com ralação ao convés principal, e o compartimento resultante foi usado como depósito de carvão, o que proporcionaria proteção adicional para o interior dos navios quando os depósitos estivessem cheios. Compartimentos em ambos os lados da antepara antitorpedo, que foram recuados cerca de quatro metros, foram igualmente usados para armazenar carvão. Nas seções de proa e popa, o convés foi engrossado para 56 milímetros; essa blindagem era ainda maior no compartimento de direção consistindo em uma chapa de 81 milímetros. A blindagem do castelo de proa era 25 a trinta milímetros. Enquanto a da bateria secundária era de vinte a trinta milímetros.
A torre de comando dianteira tinha um telhado com oitenta milímetros de espessura; já nas laterais dela esse número subia para trezentos milímetros. No topo da torre de comando estava o controle de artilharia menor, que tinha uma face curva de quatrocentos milímetros de espessura. A torre de comando da popa estava menos protegida, com 50 milímetros no telhado e duzentos milímetros nos lados. Bateria principal tinha suparte frontal protegida por uma placa 280 milímetros de espessura, 220 milímetros nos lados, e 260 milímetros nas placas traseiras para equilibrar as torres. Seus telhados consistiam em duas partes: uma seção frontal inclinada que tinha 90 milímetros de espessura e uma seção traseira plana quede 61 milímetros. A bateria secundária casamatada era protegida por uma placa de 80 centímetros; cada arma foi dividida por uma placa transversal de 20 milímetros para evitar que fragmentos de projéteis pudessem atingir uma arma na casamata adjacente. Os navios também foram equipados com redes antitorpedo, mas estas foram removidas a partir de 1916.

### Construção
| Navio     | Construtor                       | Batimento de quilha  | Lançado                | Encomendado            |
| --------- | -------------------------------- | -------------------- | ---------------------- | ---------------------- |
| Nassau    | Kaiserliche Werft, Wilhelmshaven | 22 de julho de 1907  | 7 de março de 1908     | 1 de outubro de 1909   |
| Westfalen | AG Weser, Bremen                 | 12 de agosto de 1907 | 1 de julho de 1908     | 16 de novembro de 1909 |
| Rheinland | AG Vulcan, Stettin               | 1 de junho de 1907   | 26 de setembro de 1908 | 30 de abril de 1910    |
| Posen     | Germaniawerft, Kiel              | 11 de junho de 1907  | 12 de dezembro de 1908 | 31 de maio de 1910     |

## Histórico de serviço

### Pré-guerra

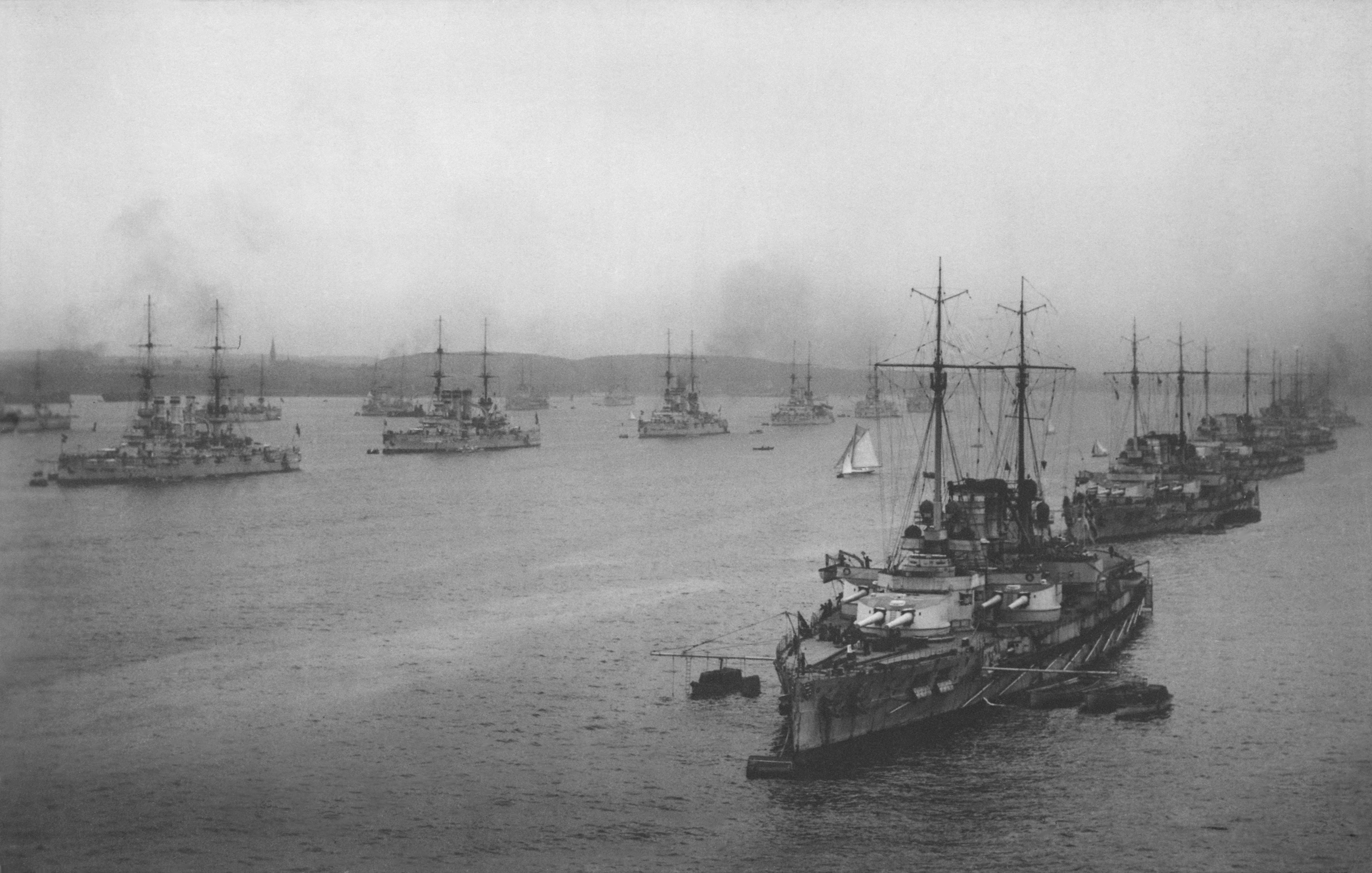
Os quatro navios da classe Nassau (canto inferior direito) com o I e II Esquadrão de Batalha antes do início da guerra

Depois de entrar em serviço no início de 1910, Nassau e Westfalen se juntaram ao I Esquadrão de Batalha, com o último servindo como nau-capitânia. Mais tarde naquele ano, eles se juntaram a Posen e Rheinland quando foram comissionados para o serviço. Nos quatro anos seguintes, os navios participaram de uma rotina de manobras de esquadrão e frota, prática de artilharia e cruzeiros de treinamento. Cada ano normalmente culminava em um cruzeiro de treinamento de verão em julho, frequentemente para águas norueguesas, seguido pelas manobras anuais da frota realizadas no final de agosto e início de setembro. A única exceção a isso foi 1912, quando o cruzeiro de treinamento de verão permaneceu no Mar Báltico devido ao aumento das tensões com a Grã-Bretanha e a França como resultado da crise de Agadir. Os navios estavam na Noruega durante a crise de julho e foram convocados às pressas para iniciar a mobilização para a guerra quando ficou claro que o conflito entre a Áustria-Hungria e a Sérvia não seria evitado.

### Primeira Guerra Mundial

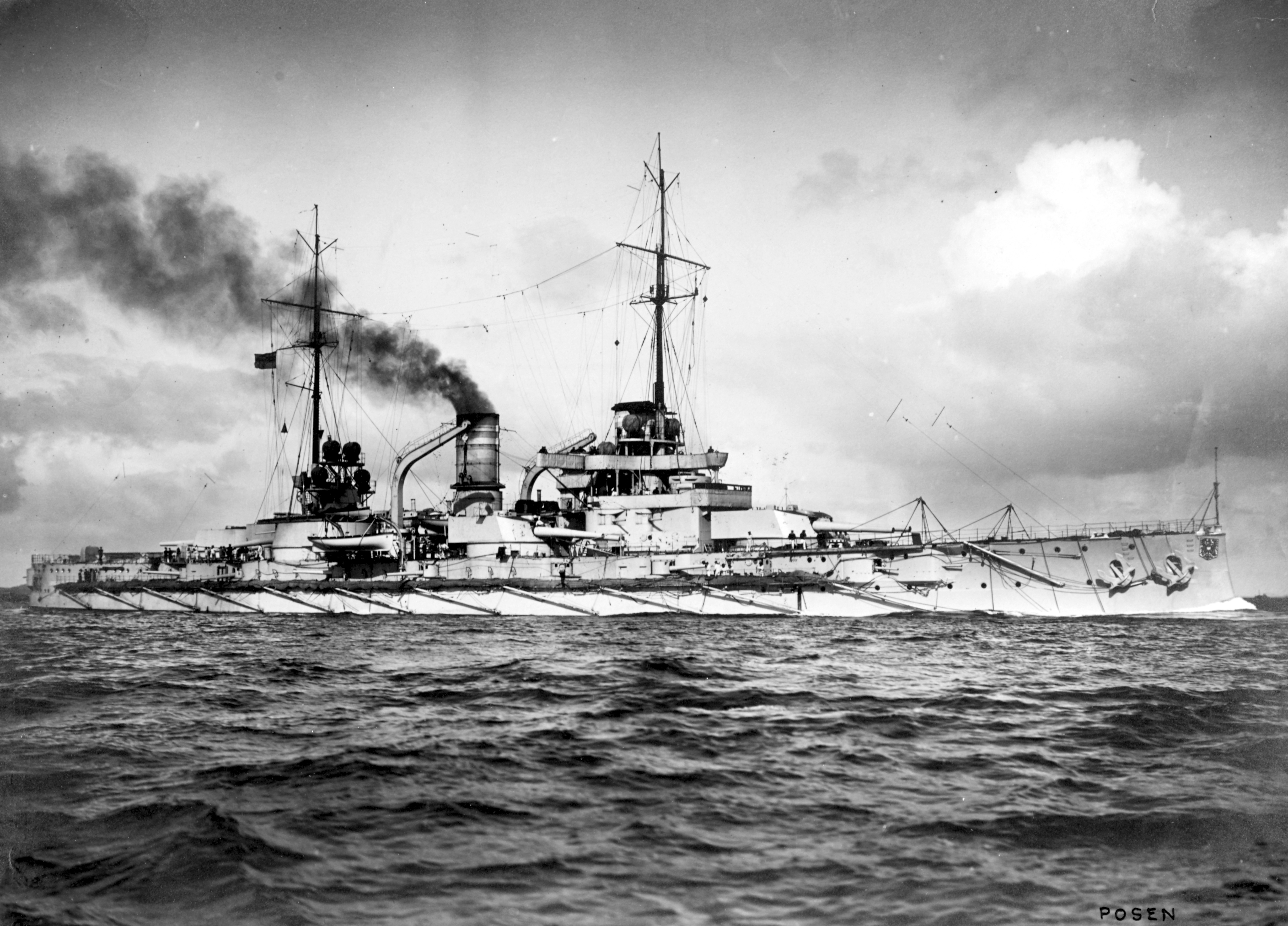
Posen no mar, c. 1911

Após o início da guerra, a frota alemã embarcou em uma campanha de ataques à costa britânica com o objetivo de atrair partes da Grande Frota ou forçar os britânicos a dispersar suas forças para impedir os ataques. A Frota de Alto Mar seria então capaz de concentrar seus próprios navios para destruir elementos isolados, reduzindo assim a superioridade numérica da frota britânica. O primeiro deles foi o ataque a Yarmouth de 2 a 3 de novembro de 1914, que foi conduzido pelos cruzadores de batalha do I Grupo de Escolta do Konteradmiral (KAdm-Contra-Almirante) Franz von Hipper, enquanto os encouraçados forneceram apoio distante. A operação não conseguiu localizar nenhuma força britânica significativa. Foi seguido pelo ataque a Scarborough, Hartlepool e Whitby em 15 e 16 de dezembro. Durante a noite, um destróier da frota encontrou navios britânicos - um esquadrão de seis couraçados e suas escoltas - mas o comandante alemão, Vizeadmiral (VAdm -Vice -Almirante) Friedrich von Ingenohl acreditava que estava enfrentando toda a Grande Frota e se desengajou. Os Nassaus e o resto da frota tentaram ajudar os cruzadores de batalha que tinham sido emboscados na Batalha de Dogger Bank em 24 de janeiro de 1915, mas chegaram tarde demais para intervir. A frota realizou várias varreduras no Mar do Norte para tentar localizar patrulhas britânicas em março, abril e maio, mas não encontrou nenhuma.
Em agosto, o I Esquadrão de Batalha e três cruzadores de batalha foram destacados da frota para reforçar temporariamente a frota alemã no Mar Báltico. Os alemães planejavam limpar o Golfo de Riga para facilitar a captura da cidade pelo Exército Imperial Alemão. A Frota Russa do Báltico havia estacionado o pré-dreadnought Slava e várias canhoneiras e destróieres no golfo, cujas entradas eram protegidas por uma série de campos minados. A primeira tentativa durante a Batalha do Golfo de Riga de romper os campos minados e entrar no golfo em 8 de agosto aconteceu porque levou muito tempo para limpar os campos minados russos para permitir que o caça-minas Deutschland colocasse um campo minado próprio. Eles fizeram outra tentativa a partir de 16 de agosto, liderados por Nassau e Posen, juntamente com quatro cruzadores leves e trinta e um torpedeiros. Um caça-minas e um contratorpedeiro foram afundados naquele dia, e no dia seguinte Nassau e Posen se envolveram em um duelo de artilharia com Slava, forçando-o a recuar depois de ter sido acertado por três projéteis. Os caça-minas restantes abriram caminho para o golfo, mas relatos de submarinos aliados levaram a uma retirada alemã. Os navios então retornaram à Frota de Alto Mar no Mar do Norte.
Depois de retornar ao Mar do Norte, a frota realizou outra patrulha na esperança de capturar um esquadrão britânico em outubro, com novas operações começando em março de 1916, agora sob a direção do VAdm Reinhard Scheer. Essas operações incluíram mais um ataque a Yarmouth e Lowestoft em abril. Desconhecido para os alemães, os britânicos estavam cientes de suas intenções antes desses ataques se iniciarem; o cruzador leve alemão Magderburg encalhou no Báltico em agosto de 1914, e as forças russas resgataram livros de códigos alemães do naufrágio e passaram uma cópia para seus aliados britânicos. Com a capacidade de decodificar os sinais sem fio alemães, eles poderiam enviar forças para atacar a Frota de Alto Mar em condições favoráveis a si mesmos, como haviam feito em Dogger Bank. Isso levou à Batalha da Jutlândia em 31 de maio, quando os britânicos procuraram pegar a frota alemã longe o suficiente do porto para que ela pudesse ser destruída.

#### Batalha da Jutlândia

Mapas mostrando as manobras das frotas britânica (azul) e alemã (vermelha) de 31 de maio a 1 de junho de 1916

A frota alemã partiu nas primeiras horas de 31 de maio, com a intenção de fazer uma demonstração com os cruzadores de batalha para atrair suas contrapartes britânicas. Os britânicos, cientes dos planos de Scheer, já estavam no mar, tendo deixado sua base em Scapa Flow no final de 30 de maio. Os quatro Nassaus e o resto do I Esquadrão de Batalha formavam o centro da linha de batalha alemã, à ré do III Esquadrão de Batalha do KAdm Paul Behncke e à frente dos antigos pré-dreadnoughts do II Esquadrão de Batalha do KAdm Franz Mauve. Posen serviu como nau-capitânia da II Divisão sob o comando do KAdm Walter Engelhardt. A fase inicial da ação, que começou às 16:00 de 31 de maio, consistiu em uma batalha entre os esquadrões de cruzadores de batalha adversários, enquanto Hipper atraiu o comandante britânico, vice-almirante David Beatty, para o sul em direção à frota de Scheer. Ao avistar a frota alemã, Beatty virou para o norte, levando os alemães em direção à Grande Frota que se aproximava sob o comando do almirante John Jellicoe.
À medida que as frotas convergiam perto das 18:00, os encouraçados alemães, incluindo os Nassaus, atacaram cruzadores leves e contratorpedeiros britânicos, com Posen contribuindo para a destruição do contratorpedeiro Nestor. Às 18h30, a Grande Frota chegou ao local e foi implantada em uma posição que cruzaria o "T" de Scheer do nordeste. Para libertar sua frota dessa posição precária, Scheer ordenou uma curva de 16 pontos para o sudoeste. Às 18h55, Scheer decidiu realizar outra curva de 16 pontos para lançar um ataque à frota britânica, mas foi rapidamente forçado a interromper e retirar. Os alemães então manobraram para se desvencilhar da Grande Frota e retornar ao porto; quando a escuridão caiu, a Frota de Alto Mar tentou passar pela retarguarda da Grande Frota enquanto esta navegava para o sul, antes de virar para o sul para chegar a Wilhelmshaven. Por volta das 21h20, os vigias a bordo do Posen avistaram um grupo de cruzadores de batalha britânicos. O encouraçado abriu fogo, acertando o Princess Royal e inabilitou o Indomitable, embora seus navios-irmãos não conseguissem distinguir os alvos e segurassem o fogo. Pouco depois, Nassau e Westfalen enfrentaram cruzadores leves britânicos e os forçaram a recuar.
Por volta da meia-noite de 1º de junho, Nassau entrou em contato com o destróier britânico Spitfire e, na confusão, tentou abalroá-lo. Spitfire tentou fugir, mas não conseguiu se afastar rápido o suficiente, e os dois navios colidiram. Nassau disparou seus canhões de 280 milímetros na frente do contratorpedeiro, mas eles não conseguiram abaixar os canhões o suficiente o que causou dispersão nos disparos. No entanto, os projéteis rasparam a ponte do Spitfire. Nesse ponto, Spitfire foi capaz de se desvencilhar de Nassau, e levou consigo um seis metros do revestimento lateral do encouraçado alemão. A colisão desativou uma de suas armas de 152 milímetros e deixou um corte de 3,5 metros acima da linha d'água; isso desacelerou o navio para quinze nós até que pudesse ser reparado. Aproximadamente ao mesmo tempo, Posen colidiu acidentalmente com o cruzador leve Elbing e o afundou. O cruzador foi danificado tão severamente que sua sala de máquinas foi completamente inundada e ele não conseguiu se mover; o capitão do navio ordenou que Elbing fosse afundado para evitar sua captura pelos britânicos.
Pouco depois das 01:00, Nassau e Thüringen encontraram o cruzador blindado britânico HMS Black Prince. Thüringen abriu fogo primeiro e atacou Black Prince com um total de 27 projéteis de grande calibre e 24 projéteis de sua bateria secundária. Nassau e Ostfriesland juntaram-se a eles, seguidos por Friedrich der Grosse; o fogo concentrado dos disparos destruiu o Black Prince em uma tremenda explosão. O naufrágio do navio estava diretamente no caminho de Nassau; para evitá-lo, o navio teve que virar bruscamente em direção ao III Esquadrão de Batalha. Era necessário navegar a toda ré para evitar uma colisão com o Kaiserin. Nassau, em seguida, recuou para uma posição entre os pré-dreadnoughts Hessen e Hannover. Após o retorno às águas alemãs, Nassau, Posen e Westfalen, juntamente com os couraçados Helgoland e Thüringen, assumiram posições defensivas na enseada de Jade durante a noite, enquanto o Rheinland reabastecia e recarregava. Os navios da classe Nassau sofreram apenas acertos bateria secundária da Grande Frota adversária; Nassau foi atingido duas vezes, Westfalen e Rheinland uma, e Posen escapou completamente ileso. Nem um único navio dos quatro foi atingido por um projétil de alto calibre.

### Carreira posterior

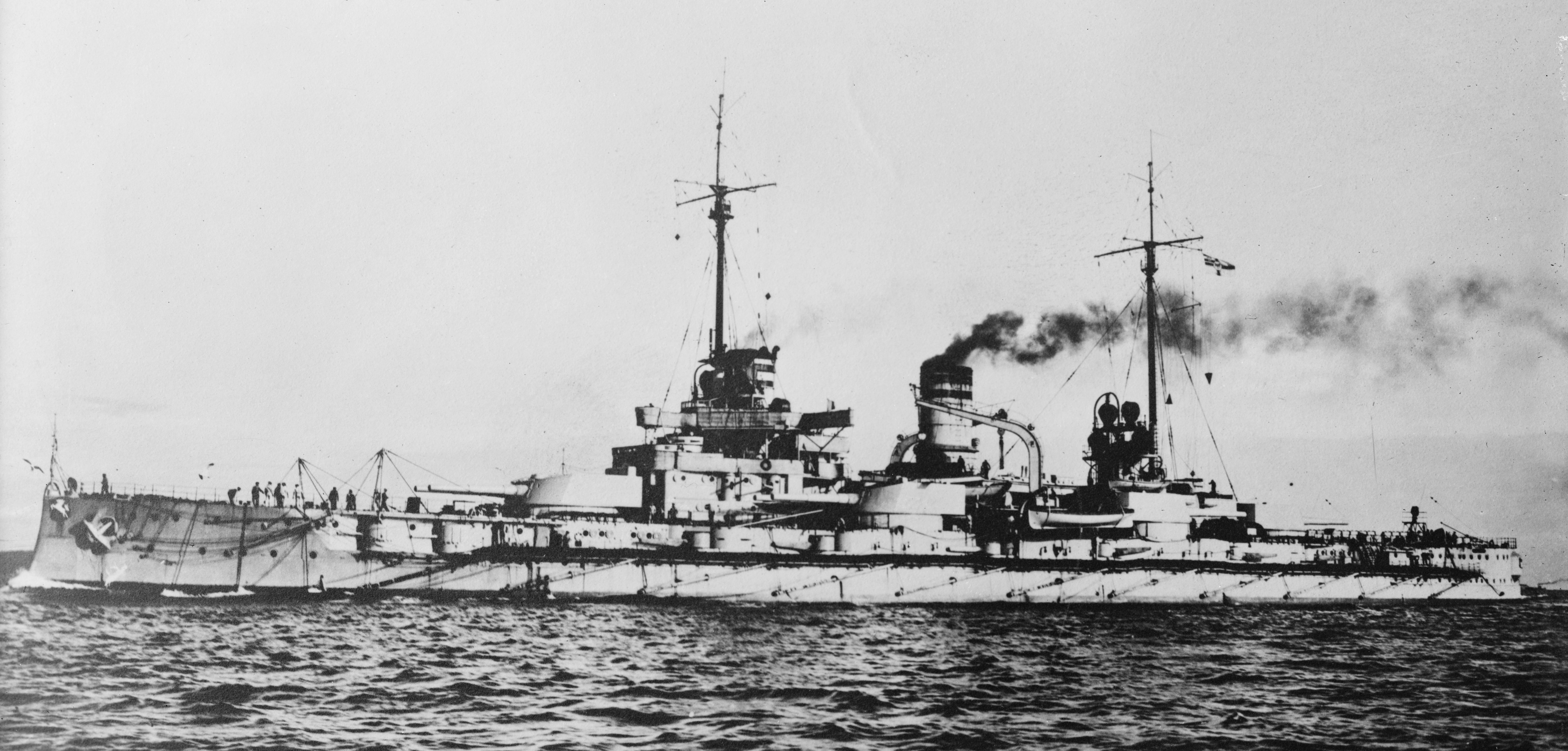
Westfalen em andamento antes de 1917

Menos de três meses após a Batalha da Jutlândia, Scheer iniciou outra operação no Mar do Norte; na ação resultante de 19 de agosto de 1916, Westfalen foi torpedeado pelo submarino britânico HMS E23, mas sofreu danos mínimos e logo foi reparado. Outras operações ocorreram em setembro e outubro, embora a frota tenha visto pouca atividade em 1917. Enquanto a maior parte da frota conduzia a Operação Albion no Golfo de Riga em outubro de 1917, os quatro Nassaus patrulhavam o leste do Báltico para bloquear uma potencial incursão britânica para apoiar a Rússia. Em fevereiro de 1918, Westfalen e Rheinland foram destacados da Frota de Alto Mar e ordenados a entrar no Mar Báltico. A Finlândia estava se revoltando contra o domínio russo, e os dois navios deveriam ajudar os finlandeses na guerra civil. Posen se juntou a eles no início de abril. Em 11 de abril, Rheinland encalhou em Åland. Aproximadamente 6 000 toneladas de munições, blindagens de reposição e carvão foram removidas para torná-lo mais leve o suficiente para ser reflutuado, o que não foi realizado até 9 de julho. Rheinland nunca foi reparado e, em vez disso, passou o restante de seu serviço como um navio-quartel em Kiel.
No final de 1917, as forças leves alemãs começaram a atacar comboios britânicos para a Noruega, levando os britânicos a enviar escoltas pesadas. Isso proporcionou à frota alemã a oportunidade pela qual esperava durante toda a guerra: a chance de destruir uma porção isolada da Grande Frota. Os alemães tinham informações erradas sobre o momento da passagem dos comboios, no entanto, e não conseguiram interceptar um quando eles atacaram em abril de 1918; Nassau foi o único membro da classe a participar da operação. Ao retornar da Finlândia em agosto, Westfalen foi removido do serviço ativo para uso como navio de treinamento de artilharia. A frota viu pouca atividade nos meses finais da guerra e o moral despencou, levando ao motim de Wilhelmshaven quando ficou claro que Scheer e Hipper pretendiam montar um ataque de última hora à Grande Frota nos últimos dias da guerra.
Após o fim da Primeira Guerra Mundial em 1918, onze couraçados das classes König, Kaiser e Bayern e todos os cinco cruzadores de batalha, juntamente com vários cruzadores leves e contratorpedeiros, foram levados a Scapa Flow, enquanto seu destino foi determinado nas negociações sobre o Tratado de Versalhes. Os encouraçados da classe Nassau e Helgoland foram deixados na Alemanha. Após o afundamento da frota alemã em junho de 1919, todos os quatro navios foram atribuídos às potências aliadas vitoriosas como substitutos dos navios afundados. Nassau foi cedido ao Japão, a Grã-Bretanha recebeu Westfalen e Posen, e Rheinland foi vendido diretamente aos desmontadores em Dordrecht  Entre 1920 e 1924, Westfalen foi demolido em Birkenhead e os navios restantes foram demolidos em Dordrecht.